# Masia a sa Riera
Masia a sa Riera és una obra de Begur (Baix Empordà) inclosa a l'Inventari del Patrimoni Arquitectònic de Catalunya.
Edifici de planta rectangular del que surten dos cossos, emmotllant-se al terreny, per la façana lateral esquerra (aquest cossos són quadres i tenen teulat a una pendent. Són de pedruscall i un cos es sobreposa a l'altre. Un dels cossos té finestres d'arc rebaixat, i l'altre de dintell planer) el nucli central és de planta baixa i un pis. La façana principal està composta simètricament mitjanant dues obertures d'arc carpanell PB (creant un porxo per l'entrada) i una terrassa centrada (barana de ceràmica calada), flanquejada per dues finestres d'arc rebaixat emmarcades amb totxo (aquest dos cossos tenen els careners perpendiculars a façana).
La façana lateral esquerra té a planta pis tres finestres unides d'arc de punt rodó (emmarcades en totxo) on la central és més ampla. S'hi retalla el teulat de due aigües que és perpendicular, el carener, aquesta façana.
La façana lateral dreta dona a la carretera i les obertures no segueixen cap composició (hi ha dues finestres).
La façana posterior té una porta amb finestra superior, i als seus costats, repetint la composició, dues finestres.